# Prognathodon
Prognathodon là một chi tuyệt chủng của thằn lằn biển thuộc họ mosasaur. Nó được phân loại là một phần của phân họ Mosasaurinae, bên cạnh các chi như Mosasaurus và Clidastes. Prognathodon đã được phục hồi từ trầm tích có niên đại từ Campanian đến Maastrichtian ở Trung Đông, Châu Âu và Bắc Mỹ.
Prognathodon có nghĩa là "răng trước", bắt nguồn từ tiếng Latin pro- ("trước đó" hoặc "trước"), gnathos của Hy Lạp ("hàm") và odṓn ("răng"). Mười hai loài Prognathodon danh nghĩa được công nhận, từ Bắc Mỹ, Bắc và Tây Phi, Trung Đông, Tây Âu và New Zealand. Do sự khác biệt đôi khi rõ ràng giữa chúng và bản chất không hoàn chỉnh của nhiều mẫu vật, tính hệ thống của chi và loài nào nên được coi là Prognathodon gây tranh cãi.
Prognathodon được biết đến với hàm và răng to lớn. Sự thích nghi cho ăn khác biệt của nó đã tạo ra nhiều sự quan tâm đến hệ sinh thái của nó kể từ khi phát hiện ra nó, mặc dù bằng chứng trực tiếp về chế độ ăn uống của nó, chẳng hạn như dư lượng dạ dày, là rất hiếm. 